# Ot
Ot (stsl. otъ) je naziv za slovo glagoljice i stare ćirilice. 
Koristilo se za zapis glasa dugačkog /o/ u posuđenicama iz grčkog, kao zamjena grčkom Ω (omega). U glagoljici je imalo brojevnu vrijednost 700. Oblik slova je vjerojatno izveden od slova on.
U hrvatskim natpisima se rijetko nalazi, osim kao broj.
Standard Unicode i HTML ovako predstavljaju slovo ot u glagoljici:
|                 | Unikod | Unikod                        | HTML     | HTML | izgled ovisi o pregledniku | poveznice (engl.)                |
| k. točka        | naziv  | kod                           | entitet  |      | izgled ovisi o pregledniku | poveznice (engl.)                |
| --------------- | ------ | ----------------------------- | -------- | ---- | -------------------------- | -------------------------------- |
| veliko slovo ot | U+2C19 | GLAGOLITIC CAPITAL LETTER OTU | &#x2C19; | nema | Ⱉ                          | detaljni podaci test preglednika |
| malo slovo ot   | U+2C49 | GLAGOLITIC SMALL LETTER OTU   | &#x2C49; | nema | ⱉ                          | detaljni podaci test preglednika |

## Poveznice
- on
- grčko pismo
- omega

## Vanjske poveznice
- Definicija glagoljice u standardu Unicode (PDF) (eng.)
- Stranica R. M. Cleminsona, s koje se može instalirati font Dilyana koji sadrži glagoljicu po standardu Unicode  Arhivirana inačica izvorne stranice od 29. listopada 2005. (Wayback Machine) (eng.)